# مناورات مليبار
مناورات مليبار أو (بالإنجليزية: Malabar Maneuvers)‏ هي مناورات عسكرية مشتركة تقام بين كل من أمريكا والهند واليابان وأستراليا وسنغافورة. 

## المناورات المنفذة
- مليبار 2003 : أقيمت فعاليات المناورة يوم الإثنين الموافق 6 أكتوبر 2003.[3][4][5]
- مليبار 2005 :[6]
- مليبار 2007 :[7][8][9][10][11]
- مليبار 2012 :[12]